# Arrow Electronics
Arrow Electronics, Inc., (NYSE: ARW), är en global amerikansk leverantör av elektroniska komponenter och datorlösningar åt kommersiella och industriella kunder. Företaget samarbetar med över 100 000 olika tillverkare och kommersiella kunder i ett globalt nätverk i 55 länder världen över. De arbetar mot kunder på marknader som till exempel telekommunikation, informationsteknik och hemelektronik.